# ریو ماووبا
ریو آنتونیو زوبا ماووبا (فرانسوی: Rio Antonio Zoba Mavuba‎؛ زادهٔ ۸ مارس ۱۹۸۴) یک بازیکن فوتبال اهل فرانسه است.
وی همچنین در تیم ملی فوتبال فرانسه بازی کرده‌است.

## اوایل زندگی
پدر ریو، مافویلا ماووبا بود که با تیم ملی زئیر در جام جهانی ۱۹۷۴ بازی کرد. همچنین مادر او نیز آنگولایی بود. او در هنگام جنگ داخلی آنگولا در قایقی در آب‌های بین‌المللی به دنیا آمد و به همین دلیل گواهی تولد او فاقد ملیت بود و تنها در آن نوشته شده بود «زاده شده در دریا». وی در سپتامبر ۲۰۰۴ موفق به کسب ملیت فرانسوی شد.

## افتخارات
بوردو
- جام لیگ فرانسه: ۰۷–۲۰۰۶

لیل
- لیگ ۱: ۱۱–۲۰۱۰
- جام حذفی فوتبال فرانسه: ۱۱–۲۰۱۰
- سوپر جام فوتبال فرانسه: ۲۰۱۱